# Р-832 «Эвкалипт»
Р-832 (Р-832М) «Эвкалипт» — универсальная авиационная бортовая командная радиостанция УКВ/ДЦВ-диапазонов. Широко применяется на авиационной технике (преимущественно военного назначения).

## Назначение
Станция предназначена для обеспечения открытой и закрытой телефонной симплексной радиосвязи экипажей самолётов с командными пунктами земли и межсамолётной связи, а также для передачи и приёма закрытой телекодовой информации в режиме частотной телеграфии. Радиостанция Р-832 является малогабаритной многоканальной радиостанцией ультракоротковолнового и дециметрового диапазонов и может устанавливаться на любых типах самолётов и вертолётов.
Радиостанция позволяет осуществлять беспоисковую и бесподстроечную радиосвязь в пределах прямой видимости. Она может устанавливаться как внутри герметизированных отсеков самолёта, так и вне их. При сопряжении с радиокомпасом радиостанция может использоваться для решения навигационных задач межсамолётной навигации, а также для поиска потерпевших бедствие экипажей, для выхода на аварийно-спасательную станцию типа Р-855.

## Основные ТТД
Диапазон частот:
- УКВ — 118—140 МГц (617 частот через 83,3 и через 50 кГц; 2,54—2,14 м)[2][3]
- ДЦВ — 220—389,95 МГц (3400 частот через 50 кГц; 1,36—0,77 м)[2][3]

Дальность связи:
- Между самолетами при высоте от 1000 м — не менее 150 км;
- С наземной радиостанцией при высоте 1000 м — не менее 120 км;
- При высоте 5000 м — не менее 230 км;
- При высоте 10 000 м — не менее 350 км;

Стабилизаторы частот: 32 кварца.
Передатчик и приёмник:
- Габариты приёмопередатчика — 350x311x300 мм[3].
- Мощность передатчика — 15 Вт[3].
- Чувствительность приёмника — не хуже 4 мкВ[3].
- Модуляция: АМ и ЧТ (коэффициент 80%)[3].
- Ослабление зеркальных каналов: 60 дБ[3].
- Полоса пропускания: 43 кГц (при ослаблении 6 дБ) — не более 90 кГц (при ослаблении 60 дБ)[3].
- Максимальное отклонение от номинала: не более 6 кГц[3].

Количество предварительно настраиваемых каналов — 20.
Параметры напряжения:
- Напряжение питания — + 27 В ± 10 %; ~ 115 В ± 5 %, 400 Гц ± 5 %[3].
- Максимальное выходное напряжение приемника: 130 ± 20 В[3].

## Комплектность
Радиостанция имеет блочную конструкцию и несколько вариантов комплектности в зависимости от типа авиатехники, на котором она применяется. Пульты управления станцией могут устанавливаться на одно, два или три рабочих места, также станция может комплектоваться одним или двумя приёмопередатчиками.
- Блок АБВ (приёмопередатчик с блоком питания, состоит конструктивно из блока 98, на котором установлены блоки 41, 42, 83, 84, 5, 109 и блока 97, на котором установлены блоки 46, 7, 48, 9, 23, 50 и 11.). Монтируется на этажёрке, вес в сборе — 24 кг[4].

Выносные пульты и блоки:
- Блок 14 (блок согласования);[4]
- Блок 15 (распределительная коробка);
- Блок 16 (аварийный приёмник);[4]
- Блок 20 (пульт управления лётчика);
- Блок 22 (пульт управления ПУ-3, наборное и запоминающее устройство, выбор любой из 3400 частот связи)[2];
- Блок 26 (блок предохранителей);
- Блок 28 (блок согласования);
- Блок 35 (блок согласования со специальной аппаратурой);
- Блок 36 (блок согласования с радиокомпасом);
- Блок 37 (блок согласования основного и аварийного приёмников);[4]
- Блок 53 (блок согласования [50—75 Ом]);
- Блок 59 (ПУ-1) с запоминающим устройством «блок 64»;[4]
- Блок 60 (ПУ-2);
- Блок 108 (ФНЧ).[4]

Иные блоки:
- Блок 21 (пульт управления ПУ-2А, выбор любой из 3400 частот связи)[2];
- Блок 61 (пульт управления ПУ-2А, выбор любой из 3400 частот связи)[2];

## Контрольно-проверочная аппаратура
Для контроля работоспособности и поиска неисправностей радиостанции Р-832 в аэродромно-полевых условиях служит блок ИК. Он позволяет проконтролировать ряд параметров, а также общую работоспособность радиостанции в режиме самопрослушивания. Для более полного контроля параметров станции служит комплект измерительных приборов типа КСР-5.
Комплект измерительных приборов КСР-5 позволяет контролировать следующие величины:
- Ток в антенном фидере;
- Глубину модуляции передающего устройства;
- Чувствительность приемника.

Кроме того, комплект КСР-5 позволяет произвести проверку исправности телефонов, ларингофонов, микрофона типа ДЭМШ и антенно-фидерной системы.
В состав комплекта входят следующие блоки:
- Блок ИТОМ (измеритель тока и модуляции);
- Блок СГ (генератор сигналов);
- Блок ИП (индикатор поля).

## Применение
Радиостанция устанавливалась на различные типы самолётов разработки позднего СССР.